# Altenburger (Fahrradkomponenten)

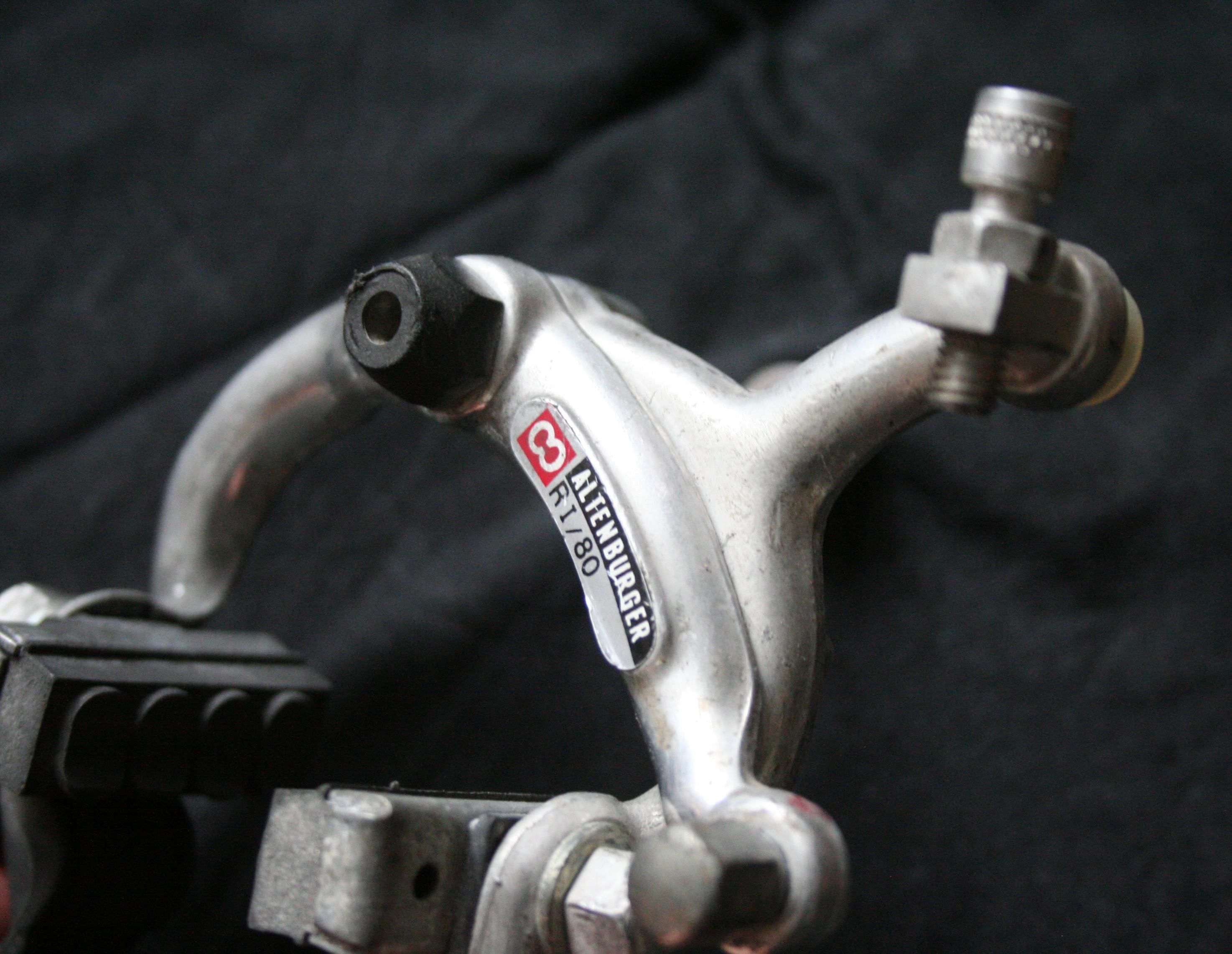
R1 80 Rennrad-Bremse

Die Altenburger GmbH & Co. KG war ein deutscher Hersteller von Fahrradbremsen und Naben aus dem baden-württembergischen Jestetten.
Karl Altenburger war in den 1930er Jahren ein professioneller Radrennfahrer. Seine größten sportlichen Erfolge waren 1933 ein Etappensieg bei der Tour de Suisse und 1935 der Sieg bei der Genfersee-Rundfahrt, einem der ältesten europäischen Radrennen. Er entwickelte 1935 die erste Fahrradfelge aus Aluminium für Reifen mit Schläuchen und ging ab 1936 in die Serienproduktion. Er selbst stellte in den kommenden Jahren Fahrradbremsen und Bremshebel, aber auch Gangschaltungen her.
Am 31. Juli 1940 gründete Altenburger schließlich die Altenburger GmbH & Co. KG mit Sitz in Jestetten. Bis in die 1980er Jahre produzierte die Firma unter anderem Rennradbremsen, die von vielen Herstellern (Bianchi u. a.) verbaut wurden. Altenburger entwickelte die „Synchron-Bremse“, einen Vorläufer der späteren Dual-pivot-Bremsen (Zweigelenkbremsen) von Shimano.
Anfang der 1950er Jahre entwickelte die Firma die Altenburger-Schaltung, welche an der Kettenstrebe befestigt wurde und als erste Kettenschaltung weltweit eine Schaltschwinge mit zwei Kettenrädchen besaß. Auch die Führung der Schaltbewegung durch ein Parallelogramm war damals einzigartig. Von 1955 bis 1960 unterhielt die Firma ein professionelles Radsportteam unter dem Namen Altenburger.
1953 wurde die Firma von den Aluminium-Werken Wutöschingen übernommen. 1991 wurde das Leichtmetallteilewerk in Jestetten geschlossen.